# Dysdera gmelini
Dysdera gmelini är en spindelart som beskrevs av Peter Mikhailovitch Dunin 1991. Dysdera gmelini ingår i släktet Dysdera och familjen ringögonspindlar. Inga underarter finns listade i Catalogue of Life.